# FKウースチー・ナド・ラベム
FKウースチー・ナド・ラベム（チェコ語: Fotbalový Klub Ústí nad Labem）は、チェコのウースチー・ナド・ラベムをホームタウンとするサッカークラブ。

## 歴史
クラブの歴史は1927年に始まったが、具体的な記録が残っているのは第二次世界大戦後である。2001-02シーズンからクラブ名をMFKウースチー・ナド・ラベムに改称、2006-07シーズンからFKウースチー・ナド・ラベムに改称した。
2010年、1958-59シーズンのチェコスロバキア1部リーグ以来となる52シーズンぶりの最上位リーグ昇格を決めた。2部リーグに降格した2011-12シーズンはフォトバロヴァー・ナーロドニー・リガで優勝したが、スタジアムの問題でガンブリヌス・リガ昇格を許可されなかった。

## タイトル
- フォトバロヴァー・ナーロドニー・リガ：1回
  - 2011-12

## 歴代監督
- イジー・ヤロシーク 2020

## 歴代所属選手
- エディン・ジェコ 2005